# Panamský záliv

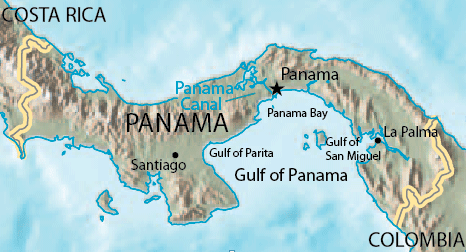
Mapa Panamy

Panamský záliv (španělsky Golfo de Panamá) je nejvýznamnější pacifický záliv středoamerického státu Panama. Rozkládá se jižně od panamské pevniny, jeho největší šířka je 250 km, max. hloubka 220 m a rozloha 2400 km². Na západě je ohraničen poloostrovem Azuero. Do Panamského zálivu vyúsťuje Panamský průplav, který spojuje Atlantik a Pacifik. Na pobřeží zálivu se rozkládá i hlavní město země – Ciudad de Panamá.
Většina pobřežních oblastí je porostlá mangrovy. K zálivu patří několik menších zálivů – záliv Parita v západní části Panamského zálivu, zátoka Panama na severu a záliv San Miguel na východě, do kterého ústí největší panamská řeka Tuira. Ve východní části se nachází Perlové souostroví (španělsky Archipiélago de las Perlas).